# Jake Gibb
Jacob Spiker "Jake" Gibb (Bountiful, 6 februari 1976) is een voormalig beachvolleyballer uit de Verenigde Staten. Hij deed mee aan vier opeenvolgende Olympische Spelen en won eenmaal het eindklassement van de FIVB World Tour.

## Carrière

### 2000 tot en met 2005
Gibb deed in zijn jeugd aan golf en basketbal en begon op 21-jarige leeftijd met beachvolleybal. In 2000 debuteerde hij met Mike Daniel in de Amerikaanse AVP Tour. Het duo nam gedurende drie seizoenen in totaal veertien wedstrijden deel, waarbij het niet verder kwam dan een zeventiende plaats in Muskegon. In 2003 speelde Gibb twee wedstrijden met Ty Loomis, waarna hij van partner wisselde naar Adam Jewell. Datzelfde jaar deed het tweetal nog mee aan zes toernooien met een derde plaats in Hermosa Beach als beste resultaat. Het jaar daarop namen ze deel aan tien toernooien. Ze behaalden daarbij een overwinning (Austin), een tweede plaats (Belmar) en vier derde plaatsen (Tempe, San Diego, Chicago en Las Vegas). Bovendien eindigde Gibb als tweede bij het toernooi van Honolulu waar hij met verschillende spelers actief was.
In 2005 partnerde Gibb met Stein Metzger. In eigen land deden ze mee aan dertien toernooien waarbij ze vier overwinningen boekten (Fort Lauderdale, Tempe, Belmar en Manhattan Beach). In Austin en Boulder eindigden ze verder als tweede en in Santa Barbara, San Diego, Hermosa Beach, Huntington Beach en Chicago werden ze derde. Daarnaast maakte Gibb met Metzger bij de wereldkampioenschappen in Berlijn zijn internationale debuut. Het duo verloor in de tweede ronde van het Zwitsers Markus Egger en Martin Laciga, waarna ze in de vierde ronde van de herkansing werden uitgeschakeld door de Brazilianen Harley Marques en Benjamin Insfran. In de FIVB World Tour namen ze verder deel aan zes toernooien. Ze behaalden daarbij onder meer een tweede (Parijs), twee derde (Salvador en Kaapstad) en een vijfde plaats (Espinho).

### 2006 tot en met 2012
Van 2006 tot en met 2012 vormde Gibb een team met Sean Rosenthal. Het eerste jaar deden ze mee aan vijftien toernooien in de AVP Tour, waarbij ze een overwinning (Fort Lauderdale), vijf tweede (Tempe, Sacramento, Birmingham, Brooklyn en Boulder) en een derde plaats (Chicago) behaalden. In de mondiale competitie namen ze deel aan zes toernooien. Het tweetal behaalde daarbij een overwinning (Acapulco) en twee tweede plaatsen (Parijs en Vitória). Het daaropvolgende seizoen waren ze actief op vijf reguliere FIVB-toernooien met een vijfde plaats in Parijs als beste resultaat. Bij de WK in Gstaad bereikten Gibb en Rosenthal de kwartfinale die verloren werd van de Russen Dmitri Barsoek en Igor Kolodinski. In de binnenlandse competitie speelden ze zestien wedstrijden waarbij ze tot twaalf podiumplaatsen kwamen, waarvan twee overwinningen (Tampa en Atlanta)
In 2008 was het duo actief op elf toernooien in het Amerikaanse circuit. Ze behaalden daarbij drie overwinningen (Atlanta, Long Beach en San Francisco), twee tweede plaatsen (Dallas en Chicago) en twee derde plaatsen (Mason en Santa Barbara). Internationaal deden ze in aanloop naar de spelen mee aan acht toernooien met onder meer een overwinning in Praag en een vierde plaats in Adelaide als resultaat. Bij de Olympische Spelen in Peking eindigden Gibb en Rosenthal als vijfde, nadat de kwartfinale verloren werd van het Braziliaanse duo Ricardo Santos en Emanuel Rego. Het jaar daarop nam het duo deel aan vijf reguliere toernooien in de World Tour met een derde plaats in Mysłowice als beste resultaat. Bij de WK in Stavanger verloren ze in de achtste finale van de latere wereldkampioenen Julius Brink en Jonas Reckermann. In eigen land speelden ze verder twaalf wedstrijden waarbij ze tot een overwinning (Manhattan Beach), vier tweede plaatsen (Panama City, Riverside, San Diego en Huntington Beach) en vier derde plaatsen (Houston, Hermosa Beach, San Francisco en Chicago) kwamen.
In 2010 deden Gibb en Rosenthal mee aan zes AVP-toernooien met onder meer een tweede plaats in Santa Barbara en derde plaatsen in Huntington Beach en Long Beach. Internationaal waren ze actief op tien toernooien waar ze viermaal op een vijfde plaats eindigden (Praag, Gstaad, Klagenfurt en Stare Jabłonki). Het daaropvolgende seizoen namen ze deel aan dertien reguliere FIVB-toernooien met een tweede plaats in Shanghai en een derde plaats in Quebec als beste resultaat. Bij de WK in Rome verloren ze in de zestiende finale van hun landgenoten Todd Rogers en Phil Dalhausser. In eigen land werd Gibb met Loomis bovendien derde bij het toernooi van Huntington Beach. In 2012 speelden Gibb en Rosenthal twee wedstrijden in het Amerikaanse circuit met een overwinning in Santa Barbara als beste resultaat. In de World Tour kwamen ze bij twaalf toernooien enkel tot toptienklasseringen. Ze wonnen in Rome en Gstaad, eindigden als tweede in Shanghai en Berlijn, werden derde in Klagenfurt en behaalden vierde plaatsen in Peking en Stare Jabłonki. Daarmee wonnen ze tevens het eindklassement van de World Tour dat jaar. Bij de Olympische Spelen in Londen bereikte het duo de kwartfinale waar de Letten Mārtiņš Pļaviņš en Jānis Šmēdiņš in drie sets te sterk waren.

### 2013 tot en met 2016
Van 2013 tot en met 2016 vormde Gibb een team met Casey Patterson. Het eerste seizoen kwamen ze in de AVP Tour bij zeven toernooien tot vier overwinningen (Cincinnati, Atlantic City, Saint Petersburg en Santa Barbara) en drie derde plaatsen (Salt Lake City, Manhattan Beach en Huntington Beach). In de mondiale competitie namen ze deel aan tien reguliere toernooien met enkel toptienklasseringen als resultaat. Ze behaalden drie podiumplaatsen: eerste in Shanghai, tweede in Corrientes en derde in Gstaad. Daarnaast eindigden ze als vierde in Long Beach en als vijfde in Den Haag, São Paulo en Xiamen. Bij de WK in Stare Jabłonki bleven ze in de zestiende finale steken tegen Dalhausser en Rosenthal. Het jaar daarop deed het tweetal mee aan tien internationale toernooien met onder meer een derde plaats in Stare Jabłonki en een vijfde plaats in Shanghai als resultaat. In de binnenlandse competitie waren Gibb en Patterson actief op zeven toernooien. Ze boekten daarbij vier overwinningen (Salt Lake City, Cincinnati, Atlantic City en Huntington Beach) en behaalden ook een tweede (Saint Petersburg) en een derde plaats (Milwaukee).

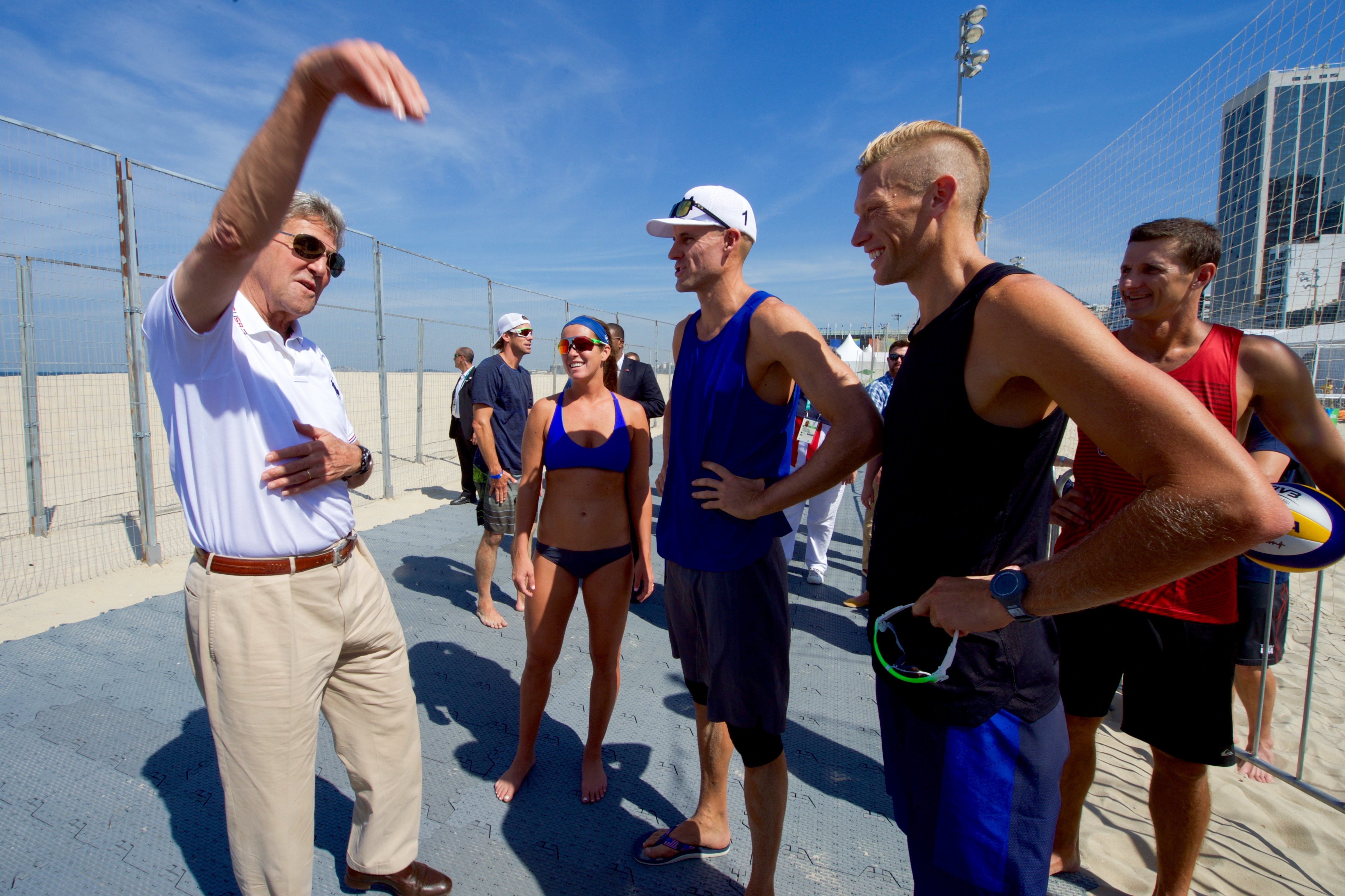
Gibb (midden) en Patterson (rechts) met toenmalig Amerikaans minister van Buitenlandse Zaken John Kerry (links) bij de OS in Rio (2016)

In 2015 deed het duo mee aan zes toernooien in het Amerikaanse circuit waarbij twee overwinningen (New Orleans en New York), een tweede plaats (Mason) en twee derde plaatsen (Seattle en Huntington Beach) werden behaald. Bij de WK in Nederland bereikten ze de kwartfinale die verloren werd van de latere kampioenen Alison Cerutti en Bruno Schmidt. Bij de overige acht reguliere FIVB-toernooien dat seizoen kwamen Gibb en Patterson tot een overwinning (Saint Petersburg), een tweede plaats (Olsztyn) en een vijfde plaats (Yokohama). Ze sloten het seizoen af met een zevende plaats bij de World Tour Finals in Fort Lauderdale. Na afloop eindigden ze nog als negende in Puerto Vallarta. Het jaar daarop kwamen ze bij twaalf toernooien in de mondiale competitie tot twee vierde (Moskou en Olsztyn) en zes vijfde plaatsen (Fortaleza, Cincinnati, Hamburg, Poreč en Gstaad). Bij de Olympische Spelen in Rio de Janeiro strandde het duo na een overwinning en twee nederlagen in de groepsfase. In eigen land waren Gibb en Patterson verder actief op zes toernooien. Ze behaalden daarbij drie overwinningen (Huntington Beach, San Francisco en Manhattan Beach), een tweede plaats (New Orleans) en een derde plaats (Seattle).

### 2017 tot en met 2021
Van 2017 tot en met het eind van zijn sportieve carrière in 2021 vormde Gibb een team met Taylor Crabb. Het eerste seizoen nam het tweetal aan zes AVP-toernooien deel waarbij ze twee overwinningen (New York en Hermosa Beach) en twee derde plaatsen (Huntington Beach en Seattle) behaalden. Internationaal deden ze mee aan vijf toernooien – vijfde plaatsen in Fort Lauderdale, Rio de Janeiro en Poreč – en aan de WK in Wenen. Daar werden ze in de zestiende finale uitgeschakeld door het Australische duo Christopher McHugh en Damien Schumann. Het seizoen daarop kwamen ze bij negen FIVB-toernooien tot een vierde en een vijfde plaats in respectievelijk Gstaad en Wenen. In de binnenlandse competitie speelden ze zes wedstrijden waarbij ze twee overwinningen (Seattle en Chicago), twee tweede plaatsen (New York en Manhattan Beach) en een derde plaats (Hermosa Beach) behaalden.
In het seizoen 2019 namen Gibb en Crabb deel aan acht reguliere toernooien in de mondiale competitie. Ze behaalden daarbij twee vijfde (Las Vegas en Sydney) en vier negende plaatsen. Bij de WK in Hamburg eindigde het tweetal eveneens op een gedeelde negende plaats nadat de achtste finale verloren werd van de latere kampioenen Oleg Stojanovski en Vjatsjeslav Krasilnikov. Bij de seizoensfinale in Rome werden ze tot slot vierde. In eigen land eindigden ze bij zes van de zes toernooien op het podium; ze behaalden vier overwinningen (Huntington Beach, Austin, Chicago en Waikiki), een tweede plaats (Seattle) en een derde plaats (New York). In november dat jaar wonnen ze het toernooien van Chetumal en in maart 2020 werden ze vijfde in Doha. De rest van het World Tour-seizoen kwam in verband met de coronapandemie te vervallen. In de AVP Tour deden Gibb en Crabb mee aan drie toernooien in Long Beach waar ze twee keer als tweede eindigden en een keer als derde. In 2021 waren ze actief op drie toernooien in de binnenlandse competitie met een derde plaats in Atlanta als beste resultaat. Op mondiaal niveau speelden ze zes reguliere FIVB-wedstrijden met een derde plaats in Doha als beste resultaat. Vervolgens deed Gibb met Tri Bourne mee aan de Olympische Spelen in Tokio; het tweetal bereikte de achtste finale waar het werd uitgeschakeld door de Duitsers Julius Thole en Clemens Wickler. Met Crabb eindigde hij daarna het jaar met een zevende plaats bij de World Tour Finals in Cagliari. Na afloop van het seizoen zette Gibb een punt achter zijn sportieve loopbaan.

## Palmares
Kampioenschappen
- 2007: 5e WK
- 2008: 5e OS
- 2009: 9e WK
- 2012: 5e OS
- 2015: 5e WK
- 2019: 9e WK
- 2021: 9e OS

FIVB World Tour
- 2005:  Grand Slam Parijs
- 2005:  Salvador Open
- 2005:  Kaapstad Open
- 2006:  Grand Slam Parijs
- 2006:  Vitória Open
- 2006:  Acapulco Open
- 2008:  Praag Open

- 2009:  Mysłowice Open
- 2011:  Shanghai Open
- 2011:  Québec Open
- 2012:  Grand Slam Shanghai
- 2012:  Grand Slam Rome
- 2012:  Grand Slam Gstaad
- 2012:  Grand Slam Berlijn
- 2012:  Grand Slam Klagenfurt

- 2012:  FIVB World Tour
- 2013:  Grand Slam Shanghai
- 2013:  Grand Slam Corrientes
- 2013:  Grand Slam Gstaad
- 2014:  Grand Slam Stare Jabłonki
- 2015:  Grand Slam Saint Petersburg
- 2019:  4* Chetumal
- 2021:  4* Doha